# Leonas Ašmantas
Leonas Vaidotas Ašmantas (ur. 1 stycznia 1939 w Kownie) – litewski inżynier, polityk i działacz społeczny, w latach 1990–1993 minister energetyki.

## Życiorys
W 1956 rozpoczął studia w Kowieńskim Instytucie Politechnicznym, jednak przeniósł się na studia w moskiewskim instytucie energetyki, które ukończył w 1962 ze specjalnością inżyniera energii atomowej. W 1976 uzyskał stopień kandydata, a w 1987 doktora habilitowanego nauk technicznych.
W latach 1962–1990 pracował w instytucie energetyki w Kownie, gdzie był m.in. kierownikiem laboratorium. Był wykładowcą w Kowieńskim Instytucie Politechnicznym (1979–1985), Kowieńskim Uniwersytecie Technologicznym (1990–1992) i Uniwersytecie Technicznym im. Giedymina w Wilnie (1996–1998). W 1984 został docentem, a w 1991 otrzymał profesurę.
W latach 1990–1993 sprawował urząd ministra energetyki w pięciu kolejnych rządach. W latach 2000–2003 zasiadał w radzie rejonie birsztańskim z ramienia Litewskiego Związku Liberałów. W 2003 był doradcą społecznym prezydenta Rolandasa Paksasa.
Od 1976 do 1990 pełnił funkcję sekretarza naukowego komisji energii atomowej przy Litewskiej Akademii Nauk. Od 1999 do 2001 przewodniczył stowarzyszeniu energii jądrowej, a od 2001 do 2009 litewskiemu związkowi energetyków. Pracował również w sektorze prywatnym. W latach 1993–2000 był zatrudniony w spółce Pemco, a od 1997 pełnił funkcję prezesa zarządu spółki Elgama-Elektronika. W latach 2009–2017 był prezesem Stowarzyszenia Niezależnych Dostawców Energii Elektrycznej.